# عبدالرحیم هاتف
عبدالرحیم هاتف سیاستمدار اهل افغانستان بود. وی در سال آخر حکومت جمهوری افغانستان، معاون محمدنجیب‌الله رئیس‌جمهور افغانستان بود و پس از استعفای وی در آوریل ۱۹۹۲ میلادی، به‌مدت دو هفته رئیس‌جمهور موقت افغانستان بود.